# Смашев (Великопольське воєводство)
Смашев (пол. Smaszew) — село в Польщі, у гміні Тулішкув Турецького повіту Великопольського воєводства.
Населення — 417 осіб (2011).
У 1975-1998 роках село належало до Конінського воєводства.

## Демографія
Демографічна структура станом на 31 березня 2011 року:
|          | Загалом | Допрацездатний вік | Працездатний вік | Постпрацездатний вік |
| -------- | ------- | ------------------ | ---------------- | -------------------- |
| Чоловіки | 195     | 39                 | 136              | 20                   |
| Жінки    | 222     | 51                 | 126              | 45                   |
| Разом    | 417     | 90                 | 262              | 65                   |